# Megumi Ōhori
 Megumi Ōhori  ou Ohori, Ouhori (大堀恵, Ōhori Megumi, née le 25 août 1983 à Tokyo, Japon), de son vrai nom Megumi Matsushima (松嶋 めぐみ), est une chanteuse, ex-idole japonaise du groupe de J-pop AKB48. Elle débute comme modèle photographique en 2000, puis est sélectionnée en 2005 pour faire partie de la Team K de AKB48. De loin la plus âgée du groupe, elle adopte une image plus adulte et sexy. Elle sort un single en solo 2008 en parallèle au groupe, sous le pseudonyme Meshibe Ōhori (大堀めしべ), qui se classe 27e à l'oricon. Elle rejoint en parallèle le groupe sœur SDN48 le 1er août 2009, puis quitte AKB48 le 21 février 2010 pour se consacrer à SDN48 dont elle est un des membres principaux.

## Discographie solo
Single de Meshibe Ōhori
- 2008.10.15 : Amai Kokansetsu (甘い股関節?)